# Portmagee
Portmagee (An Caladh en gaélique) est un village du comté de Kerry en Irlande.
Ce village est situé sur la côte ouest de l'Irlande sur la péninsule d'Iveragh. Son nom en gaélique signifie le ferry. Un pont relie le village à Valentia Island.